# Éric Pichet

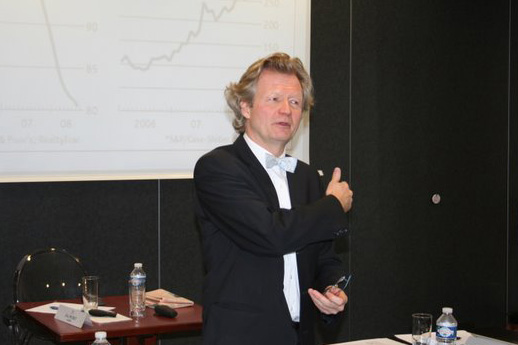
Éric Pichet (2012)

Éric Marcel Xavier Pichet (* 1960) ist ein französischer Wirtschaftswissenschaftler und Professor der KEDGE Business School. Zu seinen Spezialgebieten gehören Marktfinanzierung, Geldpolitik, Steuerpolitik, Corporate Governance und Fiscal Governance (Öffentliche Haushaltsführung).

## Leben
Eric Pichet ist Absolvent der HEC Paris, der ESORSEM (französische Generalstabsakademie) und des IMPI (Postgraduierteninstitut für Vermögens- und Immobilienmanagement der Kedge Business School). Er promovierte im Fachbereich Management an der Université Littoral - Côte d’Opale in Dünkirchen, mit einer Dissertation zum Thema „Konvergenz zwischen Corporate-Governance-Praktiken in den großen börsennotierten Unternehmen“. 2008 erlangte er seine Forschungshabilitation (HDR) an dieser Universität mit einer Dissertation zum Thema „Eine hypermoderne Analyse zeitgenössischer Social Governance“. Er promovierte in Rechtswissenschaften an der Universität Panthéon-Assas mit einer Dissertation zum Thema „Entwicklung einer allgemeinen Theorie für Sozial- und Steuerausgaben“.
Zu Beginn seiner Karriere war Pichet zunächst in Frankreich als Börsenmakler bei Cholet Dupont und anschließend bei HSBC im Options- und Derivatehandel tätig. Anschließend wurde er Finanzanalyst und trat der französischen Gesellschaft der Finanzanalysten (SFAF) bei. Darüber hinaus war er unabhängiger Finanzexperte und agierte seit 2004 als unabhängiges Verwaltungsratsmitglied. Er ist Mitglied des Forschungszentrums des französischen Instituts für Verwaltungsratsmitglieder (IFA) und Mitglied der Verwaltungsräte mehrerer französischer Investmentgesellschaften, darunter Twenty First Capital, Gestion 21 und Signaux Girod, wo er auch Vorsitzender des Rechnungsprüfungsausschusses ist. Pichet arbeitet mit mehr als einem Dutzend börsennotierter internationaler Hedgefonds außerhalb Frankreichs zusammen und ist Vorsitzender des Verwaltungsrats von Diapason (Lausanne).
Ferner ist er Mitglied der APM (Gesellschaft für Fortschritt im Management), wo er ebenfalls als Experte aktiv ist, und er ist Vorsitzender des Verwaltungsrats von CORAL, einem französischen Think-Tank aus Autoren, Buchverlegern und Herausgebern.
Derzeit ist er als Professor für Wirtschaftswissenschaften an der KEDGE Business School angestellt. Seit 2000 ist er Direktor des Postgraduierten-Instituts für Vermögens- und Immobilienmanagement (IMPI) der KEDGE Business School. Pichet ist Mitglied der Royal Institution of Chartered Surveyors, assoziierter wissenschaftlicher Mitarbeiter am Forschungszentrum der Universität Bordeaux IV LAREFI und am CEFEP-Forschungszentrum der Universität Pantheon-Assas. Seit 1990 ist er darüber hinaus Professor am Trainingszentrum der SFAF. 2011 veröffentlichte er einen methodischen Leitfaden für Forschungsprofessoren, die in Frankreich eine Forschungshabilitation anstreben. Das Buch mit dem Titel „Die Kunst der Forschungshabilitation (HDR)“ gibt Empfehlungen für das Verfassen von HDR-Dissertationen und für die Begleitung von Doktoranden.

## Theorien
Éric Pichet entwickelte Theorien in verschiedenen Bereichen.

### Corporate-Governance-Theorien

#### Theorie der aufgeklärten Aktionäre
Die Theorie der aufgeklärten Aktionäre ist eine moderne und im Wesentlichen aktionärsorientierte Corporate-Governance-Theorie. Die anderen Werke Pichets auf diesem Gebiet, einschließlich seiner Dissertation zum Thema „Konvergenz zwischen Corporate-Governance-Praktiken in den großen börsennotierten Unternehmen mit diffuser Aktionärsstruktur“ ermöglicht es ihm, drei Hauptkategorien von Governance-Prinzipien zu definieren, die in großen börsennotierten Unternehmen angewandt werden können. Durch die Anwendung dieser Prinzipien:
- wird die Transparenz von Unternehmensinformationen sichergestellt
- wird die Kontrolle des Unternehmens durch die Aktionäre gewährleistet, und zwar vor allem durch ausgewogene Verwaltungsräte (unabhängige Verwaltungsratsmitglieder mit unterschiedlichen Kompetenzen) sowie durch optimierte Prozesse innerhalb des Verwaltungsrats.
- wird es dem gesamten Verwaltungsrat ermöglicht, an der Strategieentwicklung des Unternehmens mitzuwirken – und nicht nur dem geschäftsführenden Verwaltungsratsmitglied.

#### Governance-Theorien für Finanzinstitute
Nachdem Pichet die Rolle gescheiterter Governance-Mechanismen in der Kerviel-Affäre analysiert hatte, ermittelte er einen Bedarf für wesentliche Verbesserungen in der Governance großer Finanzinstitute, und zwar auf der folgenden Grundlage: 
- die internen Kontrollsysteme großer Banken berichten an den gesamten Verwaltungsrat, anstelle an den Verwaltungsratsvorsitzenden
- Verwaltungsräte sind dazu befugt, Finanzmarktexperten zu Rate zu ziehen, um in diesem Bereich eine höhere Kompetenz zu entwickeln
- systematische Aufstellung von Fachausschüssen im Verwaltungsrat, insbesondere zum Zweck der Strategie- und Risikokontrolle

Nach einer Analyse der Finanzinstitute, die von 2007 bis 2010 große Verluste erlitten hatten, ermittelte er 6 Merkmale, die unter diesen Bedingungen immer vorhanden sind und die in ihrer Kombination zu einem explosiven Cocktail werden. Zu diesen Merkmalen zählen:
1. Eine machthungrige und autoritäre Führung (Richard Fuld bei Lehman, Sean FitzPatrick bei der Anglo Irish Bank), angetrieben von einem unersättlichen Verlangen nach sozialer Anerkennung und besessen von dem Wunsch die aktuelle Unternehmensführung abzusetzen (in diesem Fall Goldman Sachs).
2. Gescheiterte unternehmensinterne Governance-Systeme, stets unter Beteiligung des Verwaltungsrats, der sich in Bezug auf das Management der internen Risikokontrollfunktion immer wieder als inkompetent erweist und/oder dem Verwaltungsratsvorsitzenden zu sehr unterworfen ist.
3. Ein fast unbegrenzter Zugang zu kostengünstiger, kurzfristiger Finanzierung.
4. Massive Investition kurzfristiger Kredite in High-Yield-Anlagen, deren Sicherheit und Liquidität man überschätzte. Zwischen 2002 und 2006 zeigte sich dies am besten am Beispiel direkter oder indirekter Immobilieninvestments, durch Immobilienvermögen besicherter Hypothekendarlehen (d. h. Northern Rock) oder zuletzt durch Anlagen in anderen an Immobilien indexierte Vermögenswerte oder Immobiliendarlehen, wie CDO, Subprime-Darlehen usw.
5. Übermäßiger Verschuldungsgrad, oftmals das 20- oder 30-fache des Eigenkapitals dieser Unternehmen.
6. Gescheiterte externe Regulierungsmechanismen, die entweder auf eine übermäßige Komplizität zwischen Regulierungsbehörden, Regierungen und großen Finanzinstituten (Island, Irland), inkompetente Regulierungsbehörden (Island) oder eine unzureichende Aufsicht (die „Light-Touch“-Regulierung der Bank of England) zurückzuführen waren. Weitere Dysfunktionen wie z. B. das Versagen der US-Notenbank (Fed), Spekulationsblasen platzen zu lassen, eine schlechte Aufgabenverteilung zwischen verschiedenen Regulierungsbehörden (in Großbritannien zwischen der FSA, der Bank of England und dem Finanz- und Wirtschaftsministerium; in den USA das Versagen der Fed, die Investmentbanken zu beaufsichtigen) oder gänzliche Komplizität mit den Institutionen, welche von den Regulierungsbehörden beaufsichtigt werden sollten, wie es in Irland der Fall war.

Sind alle diese sechs Bedingungen erfüllt, kann dies zu beträchtlichen Verlusten und schließlich zum Zusammenbruch von Finanzinstituten führen (Lehman Brothers). Grundsätzlich ist dies ein Beispiel für das systemische Risiko. Pichet lehrt seine Studenten, dass „die Nadel, die den Ballon zum Platzen bringt (d. h. die Subprime-Darlehen), nur der Auslöser und nicht die eigentliche Ursache für die Krise ist“.
Künftig lassen sich Finanzkrisen am besten vermeiden durch:
- die Bereitstellung transparenter Informationen durch Großbanken
- die Stärkung des Einflusses des Verwaltungsrats und dessen Befähigung, eine Kontrolle über die Unternehmensstrategie auszuüben
- eine qualitative Verbesserung der Regulierungsinstanzen

Er kritisiert darüber hinaus drei legislative Tendenzen, die sich nach der Krise herauskristallisierten:
- Zu viele rein formelle Regulierungen (wie der Dodd-Frank-Act),
- Die falsche Vorstellung, dass die Trennung von Geschäftsbanken und Investmentbanken eine geeignete Lösung bietet
- Das Verbieten von Leerverkäufen, um deren Auswirkungen auf Kursänderungen zu unterbinden

### Steuertheorie

#### Theorie über den Nutzen einer Vermögenssteuer
Wenngleich Pichet den theoretischen Nutzen von Vermögenssteuern in modernen Steuersystemen nicht infrage stellt, kam er mit seiner Analyse der wirtschaftlichen Folgen der französischen Vermögenssteuer (ISF) zu dem Ergebnis, dass diese spezifische Steuer durch entgangene Einnahmen doppelt so viel kostet, als Einkünfte mit ihr erzielt werden können. Er widersetzte sich deutlich der „französischen Utopie“ einer globalen Steuer für die Superreichen.

#### Theorie der optimalen Besteuerung
Beeinflusst durch Adam Smith, über den er zwei Biografien verfasst hat, ist Pichet der Auffassung, dass Steuersysteme auf vier Grundprinzipien basieren sollten, und zwar in Anlehnung an das Werk „Der Wohlstand der Nationen“ von Adam Smith, jedoch angepasst an die Bedingungen des 21. Jahrhunderts:
- Fairness: Steuern sollten entsprechend den Ressourcen eines jeden Einzelnen gezahlt werden, und das Verursacherprinzip sollte integraler Bestandteil sein,
- Rechtssicherheit: Untersagung jeglicher Form von Willkür sowie jeglicher Art von Unsicherheit, unabhängig davon, wie lange der Steuerzahler die mit der ursprünglichen Maßnahme in Verbindung stehenden Anreize berücksichtigen muss,
- Sparprinzip: Steuern sollten so niedrig wie möglich sein, damit die Wirtschaftsentwicklung nicht beeinträchtigt wird. Dies erklärt, warum Pichet 2011 dafür sprach, alles an die Reduzierung des Haushaltsdefizits zu setzen. Er widersprach jedoch dem Vorschlag, den die französische Regierung unter François Fillon bei der zweiten Lesung des Haushalts im September 2011 vorbrachte, die Steuern um 11 Mrd. € zu erhöhen und die Ausgaben um 1 Mrd. € zu reduzieren. Vielmehr schlug er vor, für eine Parität zwischen Steuererhöhungen und Ausgabenkürzungen zu sorgen, um die Wachstumsdynamik des Landes aufrechtzuerhalten.
- Prinzip der Einfachheit: Steuerzahlungen müssen für Steuerzahler einfach gestaltet sein. Dies entspricht dem Prinzip der Verständlichkeit des Steuersystems, das um die Jahrtausendwende vom französischen Verfassungsrat[7] besiegelt wurde.

#### Allgemeine Theorie über Sozial- und Steuerausgaben
In einer ersten Studie, die am 5. April 2012 in der „La Revue de droit fiscal“ veröffentlicht wurde, erwähnte Eric Pichet die Vielzahl der Steuersysteme in den Industrieländern. Da diese jeweils ihre eigene Geschichte haben, ist eine Definition absoluter Steuernormen nicht möglich. Pichet unterschied des Weiteren zwischen einfachen Steuerbestimmungsmodalitäten und tatsächlichen Steuernischen. Denn seine Idee bestand darin, dass Steuervorteile (wie Familienbeihilfen), die bedürftigen oder behinderten Menschen gewährt werden, keine Steuernischen darstellen, sondern dass diese vielmehr Möglichkeiten zur Bestimmung der Höhe der geschuldeten Steuern im französischen Benchmark-Steuersystem sind. Sein Vorschlag besagte, dass Steuerausgaben unrechtmäßig seien (da diese keine Anreize bieten würden und zu kostspielig oder ungerecht seien) und beseitigt werden sollten. Er entwickelte eine Methodik, die zur Bewertung von Steuernischen in Bezug auf ihren Nutzen eingesetzt werden kann und dazu dient, unsinnige Steuerausgaben zu beseitigen.
2016 veröffentlichte Pichet seine allgemeine Theorie über Sozial- und Steuerausgaben in einem Artikel, der am 8. September 2016 in der „La Revue de droit fiscal“ veröffentlicht wurde. Die Theorie gründet auf der Idee, dass alle Pflichtabgabensysteme in sechs Hauptkategorien unterteilt werden können, die als „spezifische Steuerreferenzsegmente“ bezeichnet werden. Jedes von ihnen weist eine Reihe von homogenen Steuerstandards auf, die eine methodische Identifizierung dieser Sozial- und Steuerausgaben ermöglichen. Pichet arbeitete diese Idee in einer rigorosen Doktrin aus, in der er individuelle Ausnahmeregelungen bestimmte, unter Anwendung einer Reihe von sechs sukzessiven Filtern, welche deren Legitimität, Nutzen, Relevanz, Effizienz, Effektivität und soziale Akzeptanz analysieren. Die Analyse ist präskriptiv und führt zu einer allgemeinen Doktrin, in der jedes einzelne spezifische Referenzsegment überprüft werden kann.
Durch die Einbeziehung von Steuer- und Sozialnischen erhält die Theorie Pichets eine noch spezifischere Definition von Sozial- und Steuerausgaben. Nach dieser Definition handelt es sich dabei um „jede gesetzliche, regulatorische oder administrative Bestimmung, deren Umsetzung zur Folge hat, dass einer öffentlichen Behörde Einnahmen entgehen, die durch Haushaltsausgaben ersetzt werden können; und welche, direkt oder indirekt, Pflichtabgaben von bestimmten Steuerzahlerkategorien mindert, im Vergleich dazu, was diese gezahlt hätten, wenn die von den allgemeinen Rechtsgrundsätzen ausgehenden Normen in dem betreffenden spezifischen Steuerreferenzsegment angewandt worden wären“.

#### Theorie der optimalen Einkommens- und Vermögenssteuer; der Begriff des Steuerexils
In einem Forschungsbericht, veröffentlicht in der französischen „La Revue de droit fiscal“ am 15. November 2012, und in Anlehnung an Arthur Laffer, erläutert Pichet, dass es einen optimalen Schwellenwert gibt, ab dem die Steuererträge abnehmen und sich sowohl marginal als auch global negativ entwickeln, einerseits aufgrund der abnehmenden Attraktivität des Landes, in dem die Steuer erhoben wird, und andererseits aufgrund des internationalen Wettbewerbs. Er zeigte, dass in einem Land wie Frankreich zum Abbau des Staatsdefizits Ausgabenkürzungen sinnvoller als Steuererhöhungen sind. Das Staatsdefizit Frankreichs überstieg 2013 das im Jahreshaushalt prognostizierte Ziel von 3 % und betrug letztendlich sogar mehr als 4 %. Pichet erfand zur Veranschaulichung dieser Theorie den Ausdruck der „Fiscalité au Bollinger“ oder „Champagner-Besteuerung“. 
Er führte diese Theorie in einer in der „La revue de droit fiscal:“ veröffentlichten Studie fort: „Es scheint so, als ob die Steuererhöhungen zu einem vorsichtigen Verhalten, einem Konsumrückgang und dazu, dass Grundbedürfnisse ersatzweise durch den Kauf von Produkten mit einem niedrigeren Mehrwertsteuersatz gedeckt werden, geführt haben. Angesichts der rückläufigen Wirtschaftstätigkeit, der abnehmender Überstunden und des sich verschlechternden und besorgten Umfelds bestätigt sich unsere Annahme, die wir im November 2012 in einer in der „Revue de Droit Fiscal“ veröffentlichten Studie getroffen haben, vor dem Hintergrund der Steuereinnahmen 2013. Unter diesen Umständen werden die Steuern für die Haushalte sowie die Erhöhung der Betriebsrentenbeiträge um 0,15 % ab dem 1. Januar 2014 oder die Anhebung der Mehrwertsteuer auf 20 % den Konsum nur noch weiter bremsen und die öffentlichen Einnahmen noch weiter senken.“ 

Trotz einer relativen Kontrolle der Ausgaben im Jahr 2013 war das anhaltend sehr hohe Staatsdefizit (4,3 %) hauptsächlich auf einen noch nie da gewesenen und unerwarteten Rückgang der Steuereinnahmen zurückzuführen, was die Existenz einer länderspezifischen Steuertoleranzschwelle bestätigt, die in Frankreich wahrscheinlich erreicht worden ist. Ab diesem Schwellenwert hat jede Steuererhöhung einen kontraproduktiven Effekt, da obligatorische Steuern die Wirtschaftsaktivität bremsen und das Wachstumspotenzial der Wirtschaft noch weiter schwächen.

### Theorie des Zentralbankwesens
Auf Grundlage der aus der Finanzkrise in den Jahren 2007 und 2008 gezogenen Erkenntnisse, unterbreitete Pichet in einem im „Journal of Governance and Regulation“ [13] veröffentlichten Artikel vom Mai 2013 den Vorschlag einer neuen Theorie des Zentralbankwesens in den Industrieländern. Die Idee besteht darin, dass es den Zentralbanken der Industrieländer nicht gelungen ist, die Krise vorherzusehen, dass sie jedoch dazu in der Lage waren, Nothilfemaßnahmen zu ergreifen, um das Banken- und Finanzsystem zu retten: konventionelle Maßnahmen wie massive Zinssenkungen (und gleichermaßen massives Zuführen von Liquidität in das Bankensystem gegen die Bereitstellung solider Sicherheiten, d. h. Vermögenswerte mit einem Mindestrating von BBB) sowie unkonventionelle Maßnahmen, einschließlich des Ankaufs von Staatsanleihen. In diesem Artikel übt Pichet eine scharfe Kritik an der Entscheidung der Europäischen Zentralbank (EZB) vom Mai 2010, in großen Mengen griechische Staatsanleihen anzukaufen (insgesamt 40 Mrd. € bis 2013), zu einem Zeitpunkt, als die Bonität des Landes herabgestuft wurde. Dieses Vorgehen widersprach der praktischen Doktrin, gemäß der Zentralbanken ausschließlich Vermögenswerte mit Investment-Grade ankaufen sollten. Darüber hinaus gelang es nicht, die Renditen auf griechische Staatsanleihen zu senken. Somit wurde die EZB in Bezug auf den Fall eines Staatsbankrotts Griechenlands einem erheblichen Verlustrisiko ausgesetzt. Dies widersprach den von den Zentralbanken Großbritanniens und der USA ergriffenen Maßnahmen, die mit AA+ bewertete Wertpapiere kauften, die von ihren nationalen Regierungen begeben worden waren.
Daraus erwuchs Pichets Vorschlag für eine neue Doktrin, die den Anforderungen des Zentralbankwesens des 21. Jahrhunderts gerecht wird, und zwar die Neudefinition des Konzepts der Inflation: Dieser Neudefinition zufolge sollten nicht nur Verbraucherpreise, sondern auch die Vermögenspreisinflation berücksichtigt werden, einschließlich Aktien, Immobilien und sogar Blasen an den Rentenmärkten. Zudem sollte auch ein neues Instrument eingesetzt werden, das eine harmlose Vermögenspreisinflation von einer gefährlichen Vermögenspreisinflation unterscheidet, wobei den Zentralbanken eine neue Aufgabe übertragen wird, nämlich hebelfinanzierte Preissteigerungen von Vermögenswerten auf Grundlage der leichten Verfügbarkeit kurzfristiger Kredite zu kontrollieren. Zuletzt plädiert Pichet für eine Neugestaltung der Governance-Systeme der Zentralbanken, die sich an drei Leitlinien orientiert: Unabhängigkeit (als wesentlich betrachtet; ungeachtet der Maßnahmen der japanischen und ungarischen Regierungen 2013); Rechenschaftspflicht, basierend auf einer höheren strategischen Transparenz; und Neugestaltung der Verwaltungsräte, nicht nur mit einer besseren Geschlechterparität (eine kontinuierliche Herausforderung, wie die Polemik über das zu 100 % von Männern besetzte EZB-Direktorium zeigt), aber auch und vor allem durch das Hinzuwählen von Mitgliedern mit einer größeren Vielfalt an Hintergründen. In dieser Hinsicht ist klar, dass die Ernennung von Gouverneuren ohne Trading-Erfahrung ein wesentlicher Grund für den strategischen Fehler der EZB war, griechische Staatsanleihen in großem Umfang anzukaufen, was die Steuerzahler in der gesamten Eurozone großen Risiken aussetzte.

## Veröffentlichungen
- Sectorial financial analysis. Peyrat-Courtens, 1991.
- Speculating. Les Éditions de l’Archipel, 1992.
- A practical guide to the MATIF. SEFI, 1995.
- Where is the money going?. Mallard Editions, 2000.
- I know who Adam Smith is!. Mallard Editions, 2001.
- Stock-options, theory and practice. Les Editions du Siècle, Chatou 2002.
- Adam SMITH, the father of Economics. Les Editions du Siècle, Chatou 2003.
- RICARDO, Economics’ first theoretician. Les Editions du Siècle, Chatou 2004.
- mit Marie Gerozieux de Laguerenne: The Family Office. Les Editions du Siècle, Chatou 2005.
- Hedge-funds: theory and practice. Les Editions du Siècle, Chatou 2008.
- Le gouvernement d’entreprise dans les grandes sociétés cotées. Les Editions du Siècle, Chatou 2009.
- L’art de l’HDR. Les Editions du Siècle, Chatou 2011.
- General Theory of Social and Tax Expenditures. Les Editions du Siècle, Chatou 2016.
- A practical guide to options and the MONEP. (8th ed.) SEFI, 2018.
- A practical guide to the Stock Exchange. (4th ed.) SEFI, 2019.
- L'aventure de la Thèse, réussir sa thèse de doctorat en sciences humaines et sociales, Les Éditions du siècle, 2019
- Family Office: theory and practice, Les Éditions du siècle, 2020
- France’s 2021 Income Tax: theory and practice. (22nd ed.), Les Editions du Siècle, Chatou 2021.
- France’s 2021 ISF Wealth Tax: theory and practice. (22nd ed.), Les Editions du Siècle, Chatou 2021.
- A practical guide to bonds. (3rd ed.), SEFI, 2022.